# Amostra enviesada
Uma amostra enviesada é uma amostra com algum vício ou viés estatístico que compromete a interpretação de seu resultado. O viés ocorre essencialmente quando a amostra não é representativa da população.
Exemplo: resultado de uma pesquisa de opinião realizada entre os membros de um partido monarquista, mostrando que a monarquia é a forma de governo mais aceita. Dado que a amostra é enviesada, qualquer afirmação baseada em tal pesquisa não pode ser assumida como verdadeira.
Enquetes espalhadas por vários sites da internet sobre determinado tema são outro exemplo de pesquisas que correm o risco de ser enviesadas. As pessoas que respondem a essas enquetes são, em sua maioria, aquelas que se interessaram pelo assunto e não necessariamente representam o conjunto da população.

## Exemplos
1. Eu não gostaria de ir para os Estados Unidos por causa da criminalidade em polvorosa que há, como nós vemos nos jornais diariamente.
2. Médico: Por que as pessoas não se cuidam? Todas as pessoas que passam pela minha mesa de operações comem e bebem demais, fumam e não se exercitam. Obviamente este médico não percebe que pessoas que se cuidam raramente têm motivos para ir parar numa mesa de cirurgia.